# Li-Ron Choir
Li-Ron Choir é um grupo de coral de Israel. Participou da trilha sonora do filme Schindler's List com a faixa "Oyf 'n Pripetshok".

## Discografia
- Schindler's List - Original Motion Picture Soundtrack (1994)
- A Prayer for Peace - In Memory of Yitzhak Rabin (1996)
- The Choir’s Repertoire (1996)
- Smoke and Ashes (1998)
- Berale Come Out (2000)
- The Choir’s Repertoire (2002)
- The Little Prince (2003)
- Memorial Concert Commemorating the 60th Anniversary of the Holocaust of Hungarian Jewry (2005)
- Wind & Sand (2006)
- 2010 (2011)
- Children's Songs (2012)